# Sievoides
Sievoides es un género de foraminífero bentónico de la familia Cribratinidae, de la superfamilia Haplophragmioidea, del suborden Loftusiina y del orden Loftusiida. Su especie tipo es Sievoides kocyigiti. Su rango cronoestratigráfico abarca el Kimmeridgiense (Jurásico superior).

## Discusión
Clasificaciones previas incluían Sievoides en la superfamilia Hormosinoidea, así como en el suborden Textulariina del orden Textulariida o en el orden Lituolida.

## Clasificación
Sievoides incluye a la siguiente especie:
- Sievoides kocyigiti †